# Lepidothamnus intermedius
Lepidothamnus intermedius é uma espécie de conífera da família Podocarpaceae.
Apenas pode ser encontrada na Nova Zelândia.